# Larbi Tahrat
Larbi Tahrat (en kabyle : Lɛrbi Taḥrat), né le 19 mai 1896 à Leflaye dans le douar Beni-Oughlis est un instituteur et militant syndicaliste socialiste algérien.

## Biographie
Le 12 août 1924, il est naturalisé français par le tribunal de première instance de Bougie.
Il enseigna à l'école Jules-Ferry de Constantine jusqu'en 1931, année lors de laquelle il devint directeur du journal La Voix des humbles dans lequel il exprimait des revendications égalitaires.
Il fut également secrétaire de la Ligue des Français d'origine musulmane.
En 1935, il est élu conseiller municipal de Constantine.
En 1936, il se rapproche du Front populaire. Il présida, le 7 mai 1936, la séance inaugurale du comité de Constantine.

Au mois de juin de la même année, il participa au congrès général d'Alger et défend le projet Blum-Viollette.
Il fut accusé par Le Républicain de Constantine de trahison.
Le conseil d'État annula, en juillet 1936, son élection au conseil municipal.

En janvier 1937, Tahar se représenta à la même élection mais fut battu.